# Panthea
Panthea är ett persiskt kvinnonamn som betyder att allting är gudomligt.
I Sverige fanns det den 31 december 2005 9 kvinnor med namnet, 4 av dessa hade det som tilltalsnamn/förstanamn.